# 에디 콜린스
에드워드 ("에디") 트로브리지 콜린스 시니어(Edward ("Eddie") Trowbridge Collins, Sr., 1887년 5월 2일 ~ 1951년 3월 25일)는 전 미국의 야구 선수이다. 포지션은 2루수였으며, 메이저 리그 베이스볼 (MLB) 팀 필라델피아 애슬레틱스, 시카고 화이트삭스에서 활약하였다. 1914년 아메리칸 리그 (AL) MVP를 수상했고, 4회 아메리칸 리그 도루왕을 차지했다. 1939년 미국 야구 명예의 전당에 입성하였다.

## 초기 경력
뉴욕주 밀러턴에서 화물 열차 대리 존 로스먼과 메리 미드 콜리스 사이에 태어났다. 에디가 8개월 때 그의 가족은 뉴욕주 태리타운으로 이주하였다. 1895년 어린 콜린스는 4등급을 위한 태리타운의 어빙 학교에 등록하였다. 전설에 의하여 그는 학교에서 오후에 야구를 하고, 1903년 봄을 통하여 어빙 학교를 위하여 지속적으로 안타를 쳤다. 그해 가을 그는 컬럼비아 대학교에 들어갔다.
대학교에서 자신의 아마추어 육상 경력을 시작을 하자마자 콜린스는 옆에서 벌점을 매기기 시작하였다. 1904년 한 경기에 1 달러를 위하여 태리타운 테러스를 위하여 투수를 맡았다. 그는 또한 레드후크 선수단을 위하여 상연을 가져 한 경기에 5 달러에 가까이 뽑았다. 1906년 여름 콜린스는 자신의 프로 경력이 발견되기 전에 준프로 클럽들 - 피츠버그, 러틀랜드와 록빌의 성공을 위하여 활약하였고, 컬럼비아 대학교에서 자신의 시니어 적임의 해를 무효로 만들었다. 하지만, 여름은 총해가 아니었다. 신혼여행 중에 필라델피아 애슬레틱스의 투수 앤디 코클리는 콜린스가 러틀랜드를 위하여 뛰는 것을 보았다. 코클리는 상세한 스카우팅 보고를 개발하는 데 대리 포수 지미 번스를 특파한 코니 맥에게 젊은 선수의 전갈을 보냈다. 번스가 투수의 관찰들을 확신시킬 때 맥은 콜린스를 1907년 계약으로 맺었으나 맥이 자신의 동의없이 그를 마이너 리그로 보내지 않으려한 성문 약속을 콜린스가 얻기 전까지 일어나지 않았다. 뉴욕 자이언츠의 감독 존 맥그로는 전망을 알아차리는 데 깨달었으나 그에게 선발을 마련하는 데 거절하였다.

## 프로 경력

#### 필라델피아 애슬레틱스
코니 맥의 제안에서 콜린스는 1906년 9월 17일 시카고의 사우스 사이드 파크에서 에디 T. 설리번이란 가명 아래 자신의 메이저 리그 데뷔를 하였다. 그는 처음에 타구 연습에서 자신을 완료적으로 억제한 미래의 명예의 전당 헌액자 루브 워델의 뒤로 유격수에서 첫 경기를 뛰었다. 그럼에도 불구하고 설리번은 자신의 첫 타수에서 번트 1루타를 위하여 시카고 화이트삭스의 빅 에드 월시에 도달할 수 있었다. 유격수에서 에디의 보유 기간이 오래가지 못했어도 그날 6개의 수비가 완전히 완수되었다.
애슬레틱스와 함께 6개의 경기들을 뛰면서 콜린스는 매크먼이 자신들의 서부 순회를 완료하자마자 컬럼비아 대학교의 클래스에 돌아왔다. 1907년 3월 26일 컬럼비아의 오프닝 경기가 열린 날에 콜린스는 자신이 플래츠버그와 록빌에서 준프로 활약을 하는 데 돈을 받은 이유로 컬럼비아 대학교에서 애슬레틱스에 대학 위원회가 그해 시즌을 위하여 그를 부적당하다고 지배한 것을 알리기 전에 유격수에서 필드를 차지하는 데 뛰어나갔다. 졸업 후에 애슬레틱스에 재가입하여 그해 여름을 위하여 14개의 경기에 나왔다.
콜린스는 1908년 메이저 리그에서 정규적 선수가 되었다. 그 완전한 첫 시즌에 그는 5개의 위치 - 유격수, 2루수와 3개의 외야수 전부에서 시간을 갈라 102개의 경기들에서 .273점을 타구하였다. 그는 1909년 전임으로 2루수로 전향하여 대니 머피를 우익수로 밀어 거기서부터 자신의 주목할 만한 상연이 날개를 가져갔다. 그일은 콜린스가 출발 2루수가 될 때 작은 우연이 아니었고, 팀도 상승하였다. 콜린스는 그해 모든 경기에서 뛰어 팀이 2위로 오르면서 .347점을 안타하여 페넌트를 우승한 디트로이트 타이거스를 결승선으로 추격하였다. 어린 2루수는 안타, 도루와 타구 평균에서 2위를 하고, 득점, 총루와 장타율에서 3위를 하였다. 그는 척살, 보살, 2루타와 수비 평균에서 2루수들을 전부 이끌었다.
1910년 클럽은 돌파하여 14와 반개의 경기들을 확신시미년서 연속적 5년에 4개의 페넌트들 중에 첫째를 우승하였다. 콜린스는 안타와 타점에서 3위였던 도루에서 아메리칸 리그를 이들고 대부분의 수비 분야들에서 지도하는 동안에 타구에서 4위였다. 애슬레틱스는 코니 맥 감독에게 첫 월드 시리즈 타이틀을 주는 데 5개의 경기에서 시카고 컵스를 물리쳤다. 콜린스는 시리즈의 스타였으며, .429점을 타구하고 각각의 경기에서 안전하게 안타를 쳤다. 3개의 안타를 가지고 2개의 본루들을 도루하고 몇몇의 뛰어난 방어를 만들 때 2번째 경기에서 그의 활약은 그의 지위를 아메리칸 리그의 최고 스타 선수들 중의 하나로 확신시켰다.

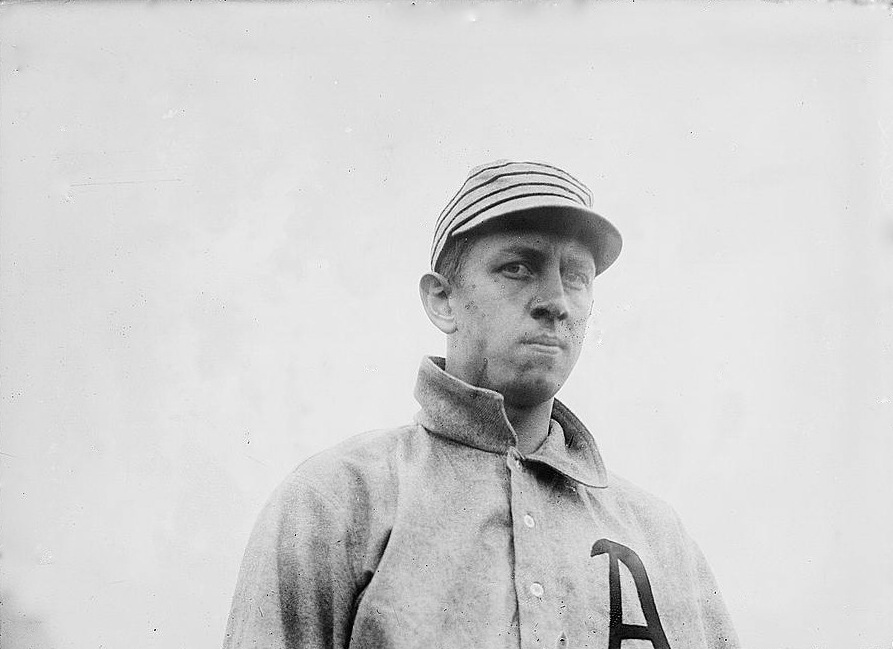
1911년의 콜린스

1911년 홈런 베이커, 잭 배리, 콜린스와 스터피 매키니스로 이루어진 "10만 달러의 내야수"와 함께 애슬레틱스는 또다시 월드 시리즈 타이틀을 되풀이하였으며, 13과 반개의 경기들에 의하여 타이거스를 능가하고 6개의 시리즈에서 존 맥그로의 자이언츠를 꺾었다. 그해 동안에 타구(.365)에서 4위를 하고 척살에서 리그의 2루수들을 이끈 후, 콜린스는 3개의 실책들과 함께 .286점을 타구하여 겸손한 시리즈를 가졌다. 아직도 애슬레틱스는 성공적으로 자신의 챔피언십을 유지하고 24세 밖에 안되었던 콜린스는 자신의 학교와 프로 활약의 몇년에 성공을 제외하고 약간을 경험하였다.
애슬레틱스가 챔피언십을 뛰는 동안에 그의 어떤 동료 선수들은 콜린스의 성실과 우위에 관하여 투덜거렸다. 타이 콥과 크리스티 매슈슨 같은 다른 야구 스타 선수들처럼 콜린스는 가끔 경기의 내적인 일들에 표제를 쓰는 데 신문과 잡지들에 의하여 위임되었다. 애슬레틱스의 어떤 선수들은 다른 팀들이 콜린스가 가진 약점을 수정할 수 있었고 페넌트를 우승하는 데 팀의 기회들에 손상을 주었다. 1912년 콜린스는 득점에서 리그를 이끌고 63개의 도루와 함께 .348의 평균을 발표하였으나 팀에서 의견의 차이가 주어진 2루수에게 일부를 귀착시킬 수 있었고 애슬레틱스는 1위의 외부로 끝냈다. 애슬레틱스의 반콜린스 당쟁이 1914년 봄 훈련에서 맥 감독이 그의 필드 주장으로 임명한 구원 포수 아이러 토머스에 의하여 지도되었다.
1913년 애슬레틱스는 형성하는 데 돌아와 자신들의 3번째 월드 시리즈를 우승하여 콜린스가 5개의 득점, 3개의 타점과 3개의 도루와 함께 .421점을 안타하면서 5개의 경기에서 자이언츠에 승리를 거두었다. 그의 뛰어난 가을은 55개의 도루, 73개의 타점과 강건한 .345의 평균이 나온 정규적 캠페인을 따라갔다. 1914년 애슬레틱스가 아메리칸 리그 챔피언으로서 되풀이하였고, 콜린스는 리그의 MVP들에게 주어지는 차머스상 수상자로서 명예를 얻었다. 불행하게도 85개의 득점에서 공을 치고 .344의 강타를 등록한 방망이가 시리즈에서 빠졌다. 콜린스가 .214점을 타구하면서 필라델피아는 보스턴 브레이브스에게 패하고 말았다.
월드 시리즈의 패배 후에, 팀의 일치는 연방 리그로부터 제의에 의하여 부러지고 맥 감독은 필라델피아에서 집청소를 시작하였다. 1914년 12월 8일 콜린스는 보고된 5만 달러를 위하여 시카고 화이트삭스로 팔렸다. 거래의 일부로서 화이트삭스는 콜린스에게 1년에 1만 5천 달러의 샐러리를 내는 데 동의하였다.

#### 시카고 화이트삭스
화이트삭스는 1910년대의 첫 중반을 차츰 쇠약해지는 4위와 6위 사이에 보냈다. 전부의 12개의 시즌들을 위하여 그는 진실의 스타 선수였다. 더해진 2년 동안에 그는 선수 겸 감독이었다. 화이트삭스에서 그의 첫해에 클리블랜드 인디언스의 외야수 조 잭슨이 캠페인에서 남은 45개의 경기들과 이적을 통하여 클럽에가입하였다. 그들이 동료였던 실력에 의하여서도 2명의 스타 선수들 사이에 우정과 사회적 상호 작용의 약간 증거가 있었다. 교육을 받고 상식의 콜린스는 아마 자신의 무식한 동료 선수를 강제로 일을 시켰을 것이다.
1914년 .500 아래의 팀인 화이트삭스는 신분에서 착실하게 올라갔다. 1915년 팀은 3위를 하여 93개의 우승과 .600의 마크를 능가하였다. 콜린스는 타구에서 리그 2위, 도루에서 3위, 그리고 지도적인 2루수들이 둘다 보살과 수비 평균을 이끄는 동안에 총루에서 5위였다. 1916년 전부의 여름에 화이트삭스는 보스턴 레드삭스를 추격하여 돌아온 단순한 2개의 경기들을 끝냈다. 1917년 화이트삭스는 .649의 퍼센티지를 위한 100개의 우승과 함께 9개의 경기를 확신시키면서 페넌트를 우승하였다.
그해의 가을 클래식에 콜린스는 자이언츠의 방어를 아웃시켜 6번째와 마지막 경기에서 첫 득점을 얻고 .409의 평균과 함께 자신의 3번째 위대한 월드 시리즈를 즐겼다.
다른 많은 선수들처럼 콜린스의 1918년 캠페인은 미국의 제1차 세계 대전에 연루에 의하여 짧아졌다. 그해 8월 19일 콜린스는 해병대에 입대하여 시즌의 마지막 16개의 시즌들을 놓쳤다. 군사에서 명단에 놓이는 데 그의 결정은 애국적 선전과 맞이되었다. 콜린스의 사실 복무는 조 잭슨, 레프티 윌리엄스 같은 동료들과 거의 다를 점이 없었고, 주로 엄격한 훈련과 필라델피아 해군소에서 경비 근무를 하였으나 봄 훈련을 위한 1919년 2월 6일 선행장을 받고 명예적으로 재대하였다.
1919년 화이트삭스는 .629의 퍼센티지를 위하여 88 승 52 패의 기록과 함께 끝내면서 3과 반의 경기들에 의하여 인디언스를 능가하였다. 콜린스는 .319점을 안타하고, 척살에서 2루수들을 이끄는 동안에 80개의 득점에서 장타하고, 병살에서 2위를 하였다.
스캔들이 클럽에 골치를 앓게 한 후에 콜린스는 아직도 경기에 나왔다. 1920년대 초반에 10분의 1로 줄여진 화이트삭스를 위하여 몇몇의 밝은 빛들 중의 하나였다. 1924년 시즌 동안에 27개의 경기들을 위하여 선수 겸 감독으로 채워졌고, 1925년과 1926년 캠페인들을 위하여 전임적인 역할을 취하였다. 팀은 타기에서 그의 완전한 각각의 해에 5위를 하였다. 양 시즌에 부상들이 그의 활약 시간으로 잘라져 들어갔다. 1926년 11월 11일 화이트삭스의 감독으로서 물러나면서 콜린스는 2일 후에 선수로서 팀에서 나왔다.

#### 애슬레틱스로 복귀
6주 후에 그는 애슬레틱스와 계약을 맺고 1927년 완고한 투수 타자로서 나타났다. 1928년부터 1930년을 통하여 그는 거의 코치를 맡았고, 1930년 8월 5일 43세의 나이로 결국 자신의 마지막 경기를 뛰었다.
콜린스는 .333의 타구 평균, 1821개의 득점, 3315개의 안타와 741개의 도루와 함께 자신의 경력을 끝내고, 박물관의 개장에 야구 작가들에 의하여 명예를 얻은 원래의 13명 선수들 중의 하나로서 1939년 미국 야구 명예의 전당에 헌액되었다.

## 이후의 생애
콜린스는 1933년 초순에 톰 요키가 보스턴 레드삭스를 매입할 때 팀의 부회장과 총지배인으로 가입하기 전에 1931년과 1932년 애슬레틱스의 코치를 전임적으로 맡았다. 콜린스는 자신의 인생의 나머지를 위하여 레드삭스에 남아있었고, 하나의 두드러진 캘리포니아주로 스카우팅 여행에서 2명의 훗날의 명예의 전당 헌액자 보비 도어와 테드 윌리엄스에게 계약을 맺었다. 그러나 총지배인으로서 그의 가장 두드러진 활동은 재키 로빈슨과 2명의 니그로 리그 베이스볼 선수들이 레드삭스를 위하여 적격 시험한 후에 로빈슨을 설득시키고 계약을 맺는 데 실패하였을 것이다. 지방적 언론과 정치인들로부터 압박을 향하며, 콜린스와 요키는 마지못해 적격 시험 만을 제공하였고 로빈슨과 다른 흑인 전망 선수들을 데려가는 데 그들의 실패는 레드삭스가 처음으로 인종적으로 합친 마지막 팀이 되는 결과를 가져왔다.
악화된 건강으로 인하여 콜린스는 총지배인의 직위를 1947년 시즌 후에 조 크로닌에게 넘겼으나 부회장으로 남아있었다. 1950년 8월 뇌일혈이 그를 부분적으로 불구로, 그리고 시각적으로 감손으로 놓았다. 그는 63세의 나이로 1951년 3월 25일 부활절 일요일 저녁에 심장 혈환의 병으로 사망하였다.